# Офіційні й інші ювілеї та пам'ятні дати в Україні 2009 року
Офіційні й інші ювілеї та пам'ятні дати в Україні затверджені Постановою Верховної Ради і іншими нормативними актами.

## У громадсько-політичному, культурному житті
- 1020 років тому (989—996) було розпочато будівництво Десятинної церкви в Києві;
- 990 років від початку правління Ярослава Мудрого (1019);
- 925 років з часу заснування м. Броди (1084) та 425 років надання місту Магдебурзького права (1584);
- 810 років від часу утворення Галицько-Волинського князівства (1199);
- 460 років від дня народження Арсенія Еласонського (1549—1626), грецького церковного діяча і педагога, першого ректора Львівської братської школи;
- 435 років виходу друком у світ (24 лютого 1574) у м. Львові «Апостола», виданого Іваном Федоровим;
- 360 років від Зборівської битви (5 серпня 1649), у якій козацьке військо під проводом Б.Хмельницького разом із Кримським ханством перемогли польське королівське військо Яна II Казимира та Зборівського договору (18 серпня 1649), що легалізував самоврядність Війська Запорозького (Гетьманщини);
- 355 років тому засновано м. Харків;
- 350 років тому (1659) сталося повстання під проводом Пушкаря та Іскри проти І.Виговського та Гадяцького договору 1658;
- 350 років від Конотопської битви (8-9 липня 1659);
- 300 років від Полтавської битви (8 серпня 1709);
- 260 років тому було розпочато будівництво Андріївської церкви в м. Києві (1749—1754);
- 250 років від дня народження Івана Самійловича Андрієвського (1759—1809), першого вітчизняного професора ветеринарії;
- 250 років від дня народження Григорія Івановича Базилевича (1759—1802), українського та російського доктора медицини та хірургії;
- 225 років з часу заснування міста Сімферополь (1784);
- 180 років тому (1829) була заснована перша в Україні та Росії публічна бібліотека (тепер — Одеська національна наукова бібліотека);
- 175 років від часу заснування (1834) Київського національного університету імені Тараса Шевченка;
- 170 років від часу створення Одеського товариства історії і старожитностей (1839—1922);
- 160 років тому (1849) було засновано Дніпропетровський історичний музей ім. Д.І. Яворницького;
- 150 років від часу виходу газети «Киевский телеграф» (1859—1876);
- 120 років від часу заснування Києво-Покровського монастиря (1889);
- 120 років від дня народження Нестора Івановича Махна (1889—1934) ватажок анархістського руху 1917—1921 років, керівник повстанських загонів;
- 110 років від часу заснування Національного художнього музею України (1899);
- 110 років тому (1899), було засновано Національний музей історії України;
- 110 років від часу заснування Одеського художнього музею (1899);
- 110 років тому (1899) було засновано Дніпропетровський металургійний інститут (тепер — Державна металургійна академія України);
- 110 років від часу заснування Кримського краєзнавчого музею (1899);
- 100 років від дня народження Леоніда Євгеновича Гребінки (1909—1941), українського поета, перекладача;
- 100 років від часу заснування Київського товариства повітроплавання (1909);
- 90 років проголошення акту возз'єднання УНР і ЗУНР в єдину соборну Україну, День Соборності України (22 січня 1919);
- 90 років від часу визволення Києва військами УНР (31 серпня 1919);
- 70 років від дня проголошення незалежності Карпатської України (15 березня 1939);
- 70 років від часу початку Другої світової війни (1 вересня 1939);
- 65 років від часу проведення Корсунь-Шевченківської наступальної операції під час Другої світової війни (24 січня — 17 лютого 1944);
- 65 років від часу депортації з Криму кримських татар і осіб інших національностей (травень 1944).

## Дні пам'яті видатних історичних постатей, діячів культури, мистецтва, освіти, науки
- 1 січня — 100 років від дня народження Бандери Степана Андрійовича, українського політичного діяча (1909—1959).
- 6 січня — 175 років від дня народження Руданського Степана Васильовича, українського поета (1834—1873).
- 6 січня — 70 років від дня народження Лобановського Валерія Васильовича, українського тренера і футболіста (1939—2002).
- 7 січня — 120 років від дня народження Рудницького Михайла Івановича, українського письменника, літературознавця, перекладача. (1889—1975).
- 8 січня — 150 років від дня народження Смаль-Стоцького Степана Йосиповича, українського академіка, мовознавця, громадсько-політичного діяча (1859—1938).
- 9 січня — 85 років від дня народження Параджанова Сергія Йосиповича, вірменського і українського кінорежисера, народного артиста України, лауреата Державної премії України імені Тараса Шевченка (1924—1990).
- 12 січня — 115 років від дня народження Еллана-Блакитного (справж. — Елланський) Василя Михайловича, поета і громадського діяча (1894—1925).
- 12 січня — 100-річчя від дня народження Приймаченко Марії Оксентіївни, українського майстра народного декоративного розпису, народного художника України (1909—1997).
- 27 січня — 170 років від дня народження Чубинського Павла Платоновича, українського фольклориста, етнографа і поета, автора слів Державного Гімну України (1839—1884).
- 3 лютого — 145 років від дня народження Самійленка Володимира Івановича, українського поета, драматурга і перекладача (1864—1925).
- 20 лютого — 120 років від дня народження Ревуцького Левка Миколайовича, українського композитора, педагога і музично-громадського діяча, народного артиста СРСР, лауреата Державної премії України ім. Т. Г. Шевченка (1889—1977).
- 23 лютого — 100 років з дня народження Шпака (справж. — Шпаківський) Миколи Іполитовича, поета, партизана (1909—1942).
- 2 березня — 150 років від дня народження Шолом-Алейхема, єврейського письменника (1859—1916).
- 4 березня — 60 років від дня народження Івасюка Володимира Михайловича, українського поета і композитора, лауреата Національної премії України імені Тараса Шевченка (1949—1979).
- 9 березня — 195 років від дня народження Шевченка Тараса Григоровича, українського поета, художника, мислителя (1814—1861).
- 17 березня — 300 років від дня народження Розумовського Олексія Григоровича, графа Російської імперії українського походження, генерал-фельдмаршала, який сприяв відновленню Київської митрополії та гетьманату України (1709—1771).
- 17 березня — 100 років від дня народження Десняка Олекси (справж. — Руденко Олекса Гнатович), українського письменника (1909—1942).
- 20 березня — 370 років від дня народження Мазепи Івана Степановича, гетьмана України, мецената (1639, за іншими даними 1629 або 1644—1709);
- 1 квітня — 200-річчя від дня народження Гоголя Миколи Васильовича, українського і російського письменника (1809 −1852);
- 13 травня — 160 років від дня народження Мирного Панаса (справж. — Рудченко Панас Якович), українського письменника, громадського діяча (1849—1920).
- 15 травня — 150 років від дня народження Саксаганського (справж. — Тобілевич) Панаса Карповича, українського актора і режисера, театрального діяча, народного артиста СРСР (1859—1940).
- 21 травня — 80 років від дня народження Миська Еммануїла Петровича, українського скульптора, народного художника України, лауреата Державної премії України ім. Т. Г. Шевченка (1929—2000).
- 22 травня — 130 років від дня народження Петлюри Симона Васильовича, українського політичного і військового діяча, журналіста (1879—1926).
- 22 травня — 130 років від дня народження Кричевського Федора Григоровича, живописця і педагога (1879—1947).
- 25 травня — 120 років від дня народження Сікорського Ігоря Івановича, американського авіаконструктора українського походження (1889—1972).
- 17 липня — 160 років від дня народження Пчілки Олени (справж. — Косач Ольга Петрівна), української письменниці, фольклориста, етнографа (1849—1930).
- 4 серпня — 155 років від дня народження Заньковецької (справж. — Адасовська) Марії Костянтинівни, української актриси, народної артистки Республіки (1854—1934).
- 5 серпня — 110 років від дня народження Антоненка-Давидовича (справж. — Давидов) Бориса Дмитровича, українського письменника, перекладача (1899—1984).
- 7 серпня — 190 років від дня народження Куліша Пантелеймона Олександровича, українського письменника, перекладача, фольклориста (1819—1897).
- 8 серпня — 175 років від дня народження Федьковича Осипа-Юрія Адальбертовича, українського письменника, етнографа-фольклориста, драматурга (1834—1888).
- 20 серпня — 110 років від дня народження Саєнка Олександра Ферапонтовича, українського митця-декоратора, народного художника УРСР (1899—1985).
- 21 серпня — 100 років від дня народження Боголюбова Миколи Миколайовича, фізика-теоретика і математика, академіка АН України та АН СРСР (1909—1992).
- 4 вересня — 200 років від дня народження Словацького Юліуша, польського поета і драматурга (1809—1849).
- 9 вересня — 240 років від дня народження Котляревського Івана Петровича, українського письменника, поета, драматурга (1769—1838).
- 10 вересня — 115 років від дня народження Довженка Олександра Петровича, українського кінорежисера, письменника, художника, заслуженого діяча мистецтв України, лауреата Державних премій СРСР (1894—1956).
- 10 вересня — 75 років від дня народження Караманова Алемдара Сабітовича, українського композитора, народного артиста України, лауреата Національної премії України імені Тараса Шевченка (1934—2007).
- 11 вересня — 145 років від дня народження Грабовського Павла Арсеновича, українського поета, публіциста, революційного демократа (1864—1902).
- 13 вересня — 175 років від дня народження Свидницького Анатолія Патрикійовича, українського письменника, громадського діяча, фольклориста (1834—1871).
- 17 вересня — 145 років від дня народження Коцюбинського Михайла Михайловича, українського письменника і громадського діяча (1864—1913).
- 20 вересня — 80 років від дня народження Світличного Івана Олексійовича, українського поета, літературознавця, критика, лауреата Державної премії України ім. Т. Г. Шевченка (1929—1992).
- 5 жовтня — 100 років від дня народження Антонича Богдана-Ігоря, українського поета і мистецтвознавця (1909—1937).
- 9 жовтня — 105 років від дня народження Бажана Миколи Платоновича, українського поета, державного і громадського діяча, заслуженого діяча мистецтв Грузинської РСР, заслуженого діяча науки України (1904—1983).
- 27 жовтня — 90 років від дня народження Лисяка-Рудницького Івана Павловича, українського історика, політолога, публіциста (1919—1984).
- 1 листопада — 150 років від дня народження Таїрова Василя Єгоровича, вченого-виноградаря, доктора сільськогосподарських наук (1859—1938).
- 2 листопада — 125 років від дня народження Білецького Олександра Івановича, українського літературознавця, мистецтвознавця, драматурга, театрального діяча (1884—1961).
- 13 листопада — 120 років від дня народження Вишні Остапа (справж. — Губенко Павло Михайлович), українського письменника-сатирика і гумориста (1889—1956).
- 15 листопада — 130 років від дня народження Чупринки Григорія Оврамовича, українського поета (1879—1921).
- 20 листопада — 230 років від дня народження Засядька Олександра Дмитровича, винахідника бойових ракет, видатного інженера-артилериста, генерал-лейтенанта артилерії (1779—1837).
- 21 листопада — 125 років від дня народження Єфименка Петра Петровича, археолога, академіка АН України, директора Інституту археології АН України (1884—1969).
- 26 листопада — 110 років від дня народження Косинки (справж. — Стрілець) Григорія Михайловича, українського письменника. (1899—1934).
- 30 листопада — 60 років від дня народження Стельмаха Ярослава Михайловича, українського драматурга, кінодраматурга, прозаїка, перекладача, заслуженого діяча мистецтв України (1949—2001).
- 1 грудня — 100 років від дня народження Кос-Анатольського (справж. — Кос) Анатолія Йосиповича, українського композитора, народного артиста України, лауреата Державних премій СРСР та України ім. Т. Г. Шевченка (1909—1983).
- 21 грудня — 435 років від дня народження Могили Петра Симеоновича, українського і молдовського церковного та освітнього діяча, мецената (1574—1647).
- 24 грудня — 130 років від дня народження Людкевича Станіслава Пилиповича, українського композитора, музикознавця, фольклориста, педагога, народного артиста СРСР, лауреата Державної премії України ім. Т. Г. Шевченка (1879—1979).